# 赵家正
赵家正（英語：Philip Zhao，2004年9月20日—）是一名美籍华裔儿童演员、电影演员，因出演由史蒂文·斯皮尔伯格执导的电影《一級玩家》而知名。

## 早年经历
赵家正出生于美国马里兰州罗克韦尔，其父母赵亮和吴昆懿是1990年代来自中华人民共和国的留学生。目前赵家正的父母供职于美国食品药品监督管理局，他们还有一个大女儿。 赵家正可以说一口流利的英语与普通话，并从小与其姐就读于马里兰州中华圣经基督教会中文学校。 和其姐姐擅长学习不同，赵家正更喜欢电子游戏、足球等课外活动。 目前赵家正就读于伍顿高级中学。

## 演出作品

### 电影
- 《一級玩家》（2018年3月29日公映，华纳兄弟）——饰：周 / 小刀

## 提名奖项
| 年份   | 奖项        | 类别     | 入围电影     | 入围角色  | 结果 |
| ------ | ----------- | -------- | ------------ | --------- | ---- |
| 2018年 | MTV影视大奖 | 最佳搭档 | 《一級玩家》 | 周 / 小刀 | 提名 |